# Forjaz Vermuis de Trastâmara
Forjaz Vermuis de Trastamara (1100 -?) foi um Cavaleiro medieval do Reino de Portugal cujas origens se encontram na Dinastia de Trastamara. Foi em Portugal o II Senhor de Trastamara. 

## Relações familiares
Foi filho de Rodrigo Forjaz de Trastamara (1070 -?) e de Moninha Gonçalves da Maia (1080 -?), filha de Gonçalo Mendes da Maia, o Lidador (1060 - 1165) e de Urraca Teles. Casou com Elvira Gonçalves de Vilalobos (1110 -?), filha de Gonçalo Munhoz de Vila Lobos, de quem teve:
1. D. Rodrigo Fróias de Trastamara (1130 -?)